# Croc-Blanc (film, 1991)
Cet article concerne le film de Randal Kleiser. Pour le film de Lucio Fulci, voir Croc-Blanc.
Pour les articles homonymes, voir Croc-Blanc (homonymie).
Pour plus de détails, voir Fiche technique et Distribution.
Croc-Blanc (White Fang) est un film américain réalisé par Randal Kleiser, sorti en 1991. Adapté du roman du même nom de Jack London de 1906, il raconte l'amitié entre un jeune chercheur d'or du Yukon et un chien-loup durant la ruée vers l'or du Klondike,.
Croc-Blanc, le chien-loup, est interprété par Jed qui est réellement un hybride, croisement entre un loup et un malamute de l’Alaska. Il a tourné dans d'autres films comme Natty Gann (The Journey of Natty Gann) de 1985,.
Une suite intitulée, Croc-Blanc 2, réalisée par Ken Olin, est sortie en 1994.

## Synopsis
Jack Conroy (Ethan Hawke) est un jeune chercheur d'or. Il va s'aventurer dans les vastes étendues enneigées de l'Alaska à la recherche de la mine de son père décédé. Il rencontre deux chercheurs d'or, Alex Larson (Klaus Maria Brandauer) et Skunker (Seymour Cassel), qui vont l'accompagner dans son voyage. Au cours de leur périple, une meute de loups affamés les attaquent. Avant de succomber, Skunker blesse mortellement une femelle de la meute qui mourra peu de temps après. Son fils, un jeune chien-loup se retrouve seul au monde. Il est capturé par l'amérindien Castor-Gris (Pius Savage) qui devient son maître et l'appelle Croc-Blanc en raison de la blancheur de ses dents. Une fois arrivés à Dawson, Jack demande à Alex de l'accompagner à sa concession et d'y être son partenaire.
À l'âge adulte, Croc-Blanc est séparé de son maître par le cruel Beauty Smith (James Remar) qui veut en faire un chien de combat. Croc-Blanc est entraîné pour devenir un tueur expérimenté et cruel. Alors qu'il est de passage à Dawson, Jack le sauve au cours d'un de ses combats et le ramène chez lui. Après une longue période, une amitié se forme entre le chien-loup et l'homme. Grâce à Croc-Blanc, Jack et Alex découvrent un important filon d'or dans la concession. Mais un jour, lorsqu'un groupe de malfaiteurs veut voler l'or de Jack et Alex, Croc-Blanc est là pour les aider à les combattre,,. Mais Alex va bientôt partir et celui-ci fait comprendre à son ami que la véritable place de Croc-Blanc est dans la nature.

## Fiche technique
- Titre : Croc-Blanc
- Titre original : White Fang
- Réalisation : Randal Kleiser
- Scénario : Jeanne Rosenberg, Nick Thiel et David Fallon, d'après le roman de Jack London
- Direction artistique : Sandy Cochrane
- Décors : Brian Kasch
- Costumes : Jenny Beavan, John Bright
- Photographie : Tony Pierce-Roberts
- Son :
  - Mixeurs son : Don MacDougall, William L. McCaughey, T.A. Moore Jr.
  - Monteurs son : Simon Coke, Brigitte Daloin, Marc Deschaine, Julie Feiner, William Hooper
  - Monteurs son : Michael Hoskinson, Craig S. Jaeger, Olof Källström, Fred Stafford, Brent D. Winter
- Montage : Lisa Day
- Musique : Basil Poledouris et Hans Zimmer (non crédité)
- Effets spéciaux : Lyn Caudle
- Maquillage : Gigi Coker
- Coiffure : Marie-Ange Ripka
- Cascades : 
  - Coordinateur de cascades : Rick Barker
  - Cascadeurs : Rick Barker, Cliff McLaughlin, Doug Metzger, Clint Rowe, Joe Self, Doug Selis, Clint Youngreen
- Production : Marykay Powell
  - Producteur exécutif : Andrew Bergman, Mike Lobell
- Société de production : Hybrid Productions Inc., Silver Screen Partners IV, Walt Disney Pictures
- Société de distribution : Buena Vista Distribution Company
- Budget : 14 000 000 $ (estimation)[8]
- Pays d'origine :  États-Unis
- Langue originale : anglais
- Format : Couleur (Technicolor) - 35 mm - 1,85:1 - Son : Dolby
- Genre : Aventure, drame
- Durée : 107 minutes
- Dates de sortie : 
  -  États-Unis : 18 janvier 1991
  -  France : 16 octobre 1991

## Distribution
- Ethan Hawke (VF : Alexandre Gillet et VQ : Sébastien Ventura) : Jack Conroy
- Klaus Maria Brandauer (VF : Philippe Peythieu et VQ : Éric Gaudry) : Alex Larson
- Seymour Cassel (VF : Claude Joseph et VQ : Yves Massicotte) : Skunker (Canaille dans la VQ)
- Susan Hogan (VF : Véronique Augereau et VQ : Claudie Verdant) : Belinda Casey
- James Remar (VF : Richard Darbois et VQ : Jean-Luc Montminy) : Beauty-Smith
- Bill Moseley (VF : Gérard Rinaldi et VQ : Benoit Rousseau) : Luke
- Clint Youngreen  (VF : Gilbert Lévy) : Tinker (Vagabond dans la VQ)
- Pius Savage (VF : Bernard Lanneau et VQ : Jacques Lavallée) : Castor-Gris (Grey Beaver dans la VO)

Animaux
- Jed : Croc-Blanc[6]
- Bart l'ours : l'ours[6]

## Sorties cinéma
Sauf mention contraire, les informations suivantes sont issues de l'IMDb.
- États-Unis : 18 janvier 1991
- Australie : 28 mars 1991
- Royaume-Uni : 24 mai 1991
- Argentine : 27 juin 1991
- Irlande : 12 juillet 1991
- Corée du Sud : 20 juillet 1991
- Turquie : 9 août 1991
- Pays-Bas : 11 octobre 1991
- France : 16 octobre 1991
- Suède : 25 octobre 1991
- Allemagne : 31 octobre 1991
- Danemark : 1er novembre 1991
- Finlande : 1er novembre 1991
- Portugal : 1er novembre 1991
- Pérou : décembre 1991
- Brésil : 17 janvier 1992
- Japon : 15 août 1992

## Bande originale
Au départ, les musiques du film ont été composées uniquement par Basil Poledouris. Les studios les ont rejetées et ont demandé à Hans Zimmer de tout réécrire en seulement 16 jours. Il composa environ 80 minutes de musique. Le résultat n'a pas séduit les studios. Ils sélectionnèrent finalement entre les deux travaux, la meilleure musique pour chaque scène du film. Les musiques conservées sont majoritairement de Poledouris, c'est pourquoi il a le crédit principal pour la bande originale,,.
Il n'existait pas d'album pour la bande originale du film jusqu'en 2012 et les musiques du film pouvait se trouver uniquement dans des bootlegs, albums qui n'ont pas été commercialisés,. En mars 2012, Intrada a édité cette partition dans une édition officielle composée de deux cd, un pour le travail de chaque compositeur.

## Réception
Les critiques ont noté que l'adaptation cinématographique du roman de Jack London était loin d'être fidèle. Malgré cet écart, le film a reçu de nombreuses critiques positives. Les paysages sont appréciés pour leur beauté. Le jeu des acteurs est jugé authentique. L'aventure est qualifiée d'agréable et excitante, avec quelques pointes d'humour, ainsi que des scènes de suspens,,. Sur Rotten Tomatoes, le film Croc-Blanc a obtenu un score de 67 % au Tomatomètre.

## Autour du film
- Les scènes du film ont été tournées en Alaska près de la ville de Haines[18]. La ville a conservé les décors que les studios ont laissé sur place pour en faire un parc à thème[19],[20].
- Le film ayant rencontré un succès financier et reçu des critiques positives, Walt Disney Pictures a décidé de réaliser une suite intitulée Croc-Blanc 2. Le film réalisé par Ken Olin est sorti le 15 avril 1994[5],[21].
- Jed est né en 1977 et mourut en juin 1995.
- Buck, le chien du roman L'appel de la forêt du même auteur fait une apparition dans le film en étant un chien domestique reconverti en chien de combat par Beauty Smith. L'animal sera gravement blessé par Croc-Blanc qui deviendra à son tour chien de combat.

## Distinction
- Nomination au Festival du cinéma américain de Deauville 1991 (édition n°17) - Hors compétition [22]
- En 1993, le film reçut un Genesis Award dans la catégorie « Feature Film - Family » (Film Familial)[23].